# Província de Ghur
Ghur o Ghor, també apareix com a Gur o Gor, en persa Ghowr, és una regió muntanyosa de l'Afganistan on neixen l'Hari Rud, el Murghab i el Farah Rud. El nom regional fou aplicat a la dinastia dels gúrides, més estrictament xansabànides. La regió es deia així per les valls de Ghor-i-Taiwara i Ghor-i-Moshkan i la seva superfície era de 18.130 km².
Incursions militars àrabs es van produir a la zona entre els segles viii i el x. La vila principal n'era Mandaysh, en un districte anomenat Sanga, a les muntanyes Zar-i Margh. La tradició diu que hi havia colònies jueves, cosa que s'ha pogut comprovar per la troballa a Tang-i Azao (prop de Čisht) d'una inscripció judeopersa datada el 752/753. El 982, s'afirma que ja estava islamitzada. Sota els primers gúrides, es va construir una nova capital, Firuzkuh, al costat de la moderna Jam, iniciada abans del 1149 per Kutb al-Din Muhammad, continuada per Baha al-Din Sam (1149) i acabada per Ala al-Din Husayn.
La regió està separada del Taimani, al nord, pel Farrah Rud. L'elevació mitjana n'és de 2.200 metres. Està poblada per taimanis, tajiks, i d'altres, i la seva població vers 1900 era de menys de deu mil habitants a l'hivern, però més del doble a l'estiu per l'emigració de grups paixtus. Les ruïnes de Yakhan Pain, al sud-est de Taiwara, podrien ser les restes d'una ciutat anomenada Ghor, destruïda per Mahmud de Gazni.
És una divisió administrativa primària de l'Afganistan al centre del país. La capital és Chaghcharan. Té una superfície de 36.479 km² i una població (2006) de 635.302 habitants. La majoria de la població és tadjik i hazara amb comunitats petites de paixtus i uzbeks.

## Districtes
| Districte        | Capital | Població | Àrea | Notes                                             |
| Chaghcharan      |         |          |      | Sub-dividit el 2005                               |
| Marghab District |         |          |      | creat,2019                                        |
| Charsada         |         |          |      | Creat el 2005 (segregat de Chaghcharan)           |
| Dawlat Yar       |         |          |      | Creat el 2005 (segregat de Chaghcharan)           |
| Du Layna         |         |          |      | Creat el 2005 (segregat de Chaghcharan i Shahrak) |
| Lal Wa Sarjangal |         |          |      |                                                   |
| Pasaband         |         |          |      |                                                   |
| Saghar           |         |          |      |                                                   |
| Shahrak          |         |          |      |                                                   |
| Taywara          |         |          |      |                                                   |
| Tulak            |         |          |      |                                                   |

## Història
Regió muntanyosa poc accessible, el islam hi va penetrar tard; al segle X encara s'estaven fent espedicions a la zona per imposar la religió islàmica. Tradicionalment es parlava de colònies jueves a la zona, cosa que es va confirmar per la troballa d'una inscripció persa jeuva a Tang-i Azao, prop de Cisht, datada el 752/753. El 982 els Hudu al-Alam admeten que ja gairbeé tota la població era musulamana. La capital (o mes exactament la vila principal) era Mandaysh al districte de Sanga, a la vora de la muntana Zar-i Marg
Muhammad ibn Suri de Ghur fou assetjat el 1010 per Mahmud de Gazni a la fortalesa d'Ahangaran, probablement no gaire llunyana de Mandaysh. Els gaznèvides no obstant no van poder dominar la regió. A la meitat del segle xii Màlik Kutb al-Din Muhàmmad va fundar una fortalesa que després fou la nova capital, de nom Firuzkuh al districte de Warshada; un amir xanxabànida, Baha al-Din Sam va establir diverses fortaleses frontereres.
Al segle xiii el país va caure en mans dels mongols. Firuzkuh fou saquejada i el territori va quedar inclos dins els dominis de Hulagu. La dinastia de Ghur es va recuperar i va ocupar Herat i va governar sota el nom de dinastia Kart al segle xiii i XIV, fins que el 1381 fou deposada per Tamerlà.
El 1382 Tamerlà va concedir el domini del país Ghur a un col·lateral de la casa dels karts, de nom Malik Muhammad. A començaments del 1383, estant el governador de Khurasan Miran Shah hivernant a un lloc anomenat Yendi a la riba del Murghab, el governador de Ghur, Malik Muhammad, amb els seus homes ghuris, es va dirigir a Herat; pel camí se’ls va ajuntar un guerrer notable de nom Abu Said Ishpabadh que havia estat 10 anys empresonat per ordre de Ghiyath al-Din d'Herat i havia estat alliberat per Timur. Al arribar a Herat se’ls va unir una banda de captaires i bandits que van començar a provocar desordres i a cometre actes de crueltat. El propi governador d'Herat i els notables es van haver de retirar a la fortalesa de la ciutat dita d'Ikthiyar al-Din; els agitadors van cremar la porta i van matar a la guarnició turca quan sortia. Miran Shah va tenir notícies dels fets i va enviar un destacament sota Saif al-Din i Ak Bugha seguint ell mateix al darrere amb un fort contingent. Un combat a Khiavan, un sector de la ciutat, va acabar amb la derrota dels ghuris. Els agitadors es van dispersar i les tropes els van anar massacrant. Amb els caps dels morts es va fer una torre per servir d'exemple. La ciutat no es va rebel·lar mai més
Aparentment va quedar sota jurisdicció de Pir Muhammad ibn Jahangir quan se li va assignar el govern de les províncies orientals el 1392 sota un Ixpahbad. A la mort de Pir Muhammad (1407) l' Ixpahbad Ghuri es va revoltar i va assolar diverses contrades amb gent de Ghur i Sistan. L'11 de març, Xah Rukh va decidir marxar a la zona i va enviar per endavant als amirs Hasan Jandar i Jahan Malik; però el 20 de març el sobirà ja estava de retorn doncs Ghuri, al saber que hi anava, havia fugit; els dos amirs van netejar la zona de gent dispersa de Ghuri i van retornar poc després Xah Rukh abans de poder marxar contra Pir Ali Taz Sulduz va haver de fer front a una nova revolta dels ghuris, dirigits per Malik Salih ibn Malik Ismail i sota l'autoritat màxima del ixpahbad Muhammad, amb el suport de l'amir Malik Salih; va enviar contra els agitadors als amirs Xaikh Lukman Barles i Hasan Jandar als que després es van afegir altres i finalment van derrotar els ghuris; Muhammad va fugir i Malik Salih fou fet presoner, portat encadenat a Herat on fou penjat.